# Université de Craiova
L’Université de Craiova (UCV) est une institution d’enseignement supérieur public de Craiova, en Roumanie. 
Fondée en 1965, l'Université de Craiova comprend 17 facultés. Institution d’enseignement moderne, elle offre des formations à plus de 25 000 étudiants. L’offre académique comprend des études universitaires, post-universitaires, mastérales, doctorales et postdoctorales. 
En 2011, elle a été classée dans la deuxième catégorie de Roumanie, celle des universités d’éducation et de recherche scientifique.

## Historique
Craiova est un ancien centre d’enseignement roumain, fondé en 1759 par Constantin Obedeanu. Au printemps 1826, l’École Obedeanu devient l’École Nationale de Langue roumaine. C’est la deuxième école à voir le jour en Roumanie après le lycée Saint Sava de Bucarest (1818).
Un nouveau centre universitaire voit le jour en 1947 par décret royal. S'ensuit la création en 1959 de l’institut pédagogique de 3 ans avec les facultés de Philologie, Physique-Chimie, Mathématiques et Sciences naturelles. 
Par la décision du Conseil des Ministres no 894 du 27 août 1965, l’Université de Craiova est fondée. Il y est établi que l’Université de Craiova contiendrait des facultés de Mathématiques, de Chimie, de Philologie, de Sciences
Économiques, d’Électrotechnique et d’Horticulture. 
Ancien palais de Justice, c'est en 1966 qu'il prend le nom d'Université de Craiova, avec sept facultés de profil universitaire, agronomique, technique et économique et également avec deux facultés de profil pédagogique.

## Facultés
- Faculté de Lettres : Langue et littérature roumaine, Langue et littérature anglaise, Langue et littérature française, Sciences de l'éducation, Traduction et Interprétariat, Communication et relations publiques, Journalisme, Musique, Arts du spectacle
- Faculté de Mathématiques – Informatique
- Faculté de Physique: Physique, Physique Médicale, Physique-Informatique
- Faculté d’Économie et d'Administration des Affaires: Management des Affaires, Économie et Administration de production agricole, Finances et Crédit, Informatique de Gestion et Comptabilité, Informatique Économique, Marketing, Statistique Économique, Relations Internationales
- Faculté de Droit et Sciences Sociales: Droit, Administration Publique, Relations internationales, Philosophie, Sociologie, Histoire, Sciences Politiques, Géographie
- Faculté de Théologie: Théologie Orthodoxe-Pastorale, Théologie Orthodoxe-Lettres, Théologie Orthodoxe-Assistance Sociale
- Faculté d’Électrotechnique: Électrotechnique Générale, Actions Électriques, Électrotechnique Générale (filière francophone), Centrales thermiques, Électro-énergétique, Équipements et Installations de bord
- Faculté d’Éducation physique et Sport: Éducation physique et sport, Kinésithérapie
- Faculté d’Électromécanique: Robots Industriels, Électromécanique, l’Ingénierie et la protection de l'environnement dans industrie, Électromécanique (filière francophone)
- Faculté d’Automatique, Ordinateurs et Électronique: Automatique, Informatique industrielle, Ordinateurs, Ordinateurs (filière anglophone), Électronique Appliquée
- Faculté de Mécanique: technologie de la Construction d’Outillage, Outillages Outils, Véhicules routiers, Mécanique Agricole
- Faculté de Chimie: Chimie, Biochimie
- Faculté d’Agriculture et d’Horticulture: Horticulture, Technologie des produits agricoles, Agriculture

## Programmes européens
Les bourses Eugen Ionescu
À partir de 2007, le gouvernement roumain accorde aux personnes qui préparent une thèse de doctorat et aux chercheurs scientifiques des pays membres de l’Organisation Internationale de la Francophonie des bourses pour les études doctorales et de recherche postdoctorale pour une durée entre 3 et 6 mois, en fonction de l’ampleur du projet de recherche, de la formation qui se déroule dans l’une des 26 institutions d’enseignement supérieur de Roumanie, inscrits dans ce programme.
Les bourses sont accordées sous l’égide de l’Agence Universitaire de la Francophonie (AUD) qui organise les procédures de sélection des candidats et l’utilisation des bourses et la gestion des fonds alloués.
L’Université de Craiova se trouve parmi les 26 d’universités roumaines sélectionnées pour participer au programme et accepte les boursiers dans les domaines suivants : 
- Linguistique et Littérature
- Droit et Sciences Administratives
- Informatique
- Sociologie
- Physique